# فیروزآباد
فیروزآباد (به پارسی میانه: گور یا اردشیرخُوَرَّه، به‌معنی «شکوه اردشیر») شهری در جنوب غربی استان فارس و مرکز شهرستان فیروزآباد است. این شهر در ۱۱۲ کیلومتری جنوب شیراز مرکز استان فارس، و در ۳ کیلومتری شهر گور باستانی قرار دارد که از شهرهای مهم دوره ساسانی (به عنوان مرکز ایالت اردشیرخوره) و اوایل دوره اسلامی بوده است، این موضوع باعث شده که شهر جاذبه‌های گردشگری و تاریخی فراوانی از آن دوره داشته باشد و این شهر را به یکی از مقاصد گردشگری استان فارس تبدیل کرده است.
طبق سرشماری عمومی نفوس و مسکن سال ۱۳۹۵، این شهر با ۶۵٬۴۱۷ نفر جمعیت، هشتمین شهر پرجمعیت استان فارس و چهارمین شهر پرجمعیت نیمهٔ جنوبی استان بعد از جهرم و فسا و داراب به‌شمار می‌رود. همچنین شهرستان فیروزآباد ۱۲۱٬۴۱۷ نفر جمعیت داشته است.
آب و هوای شهر فیروزآباد به صورت کلی معتدل است، دین مردم این شهر در گذشته زرتشتی بوده است ولی بعد از فتح ایران به دست اعراب به مرور مردم شهر مسلمان شدند و هم‌اکنون دین عمده مردم شهر اسلام و مذهب شیعه دوازده امامی است. زبان مردم شهر اکثریت فارسی با گویش تاجیکی است و همچنین ترک‌های قشقایی عشایر یا ساکن شهر فیروزآباد و روستاهای اطراف به زبان ترکی قشقایی صحبت می‌کنند.
شهر فیروزآباد در راه ارتباطی شیراز به بندر عسلویه و سیراف و دیگر بنادر جنوبی کشور در منطقه پارس جنوبی قرار دارد، و این موضوع به گسترش اقتصاد شهر فیروزآباد در سالیان اخیر کمک زیادی کرده، همچنین گسترش منابع گاز طبیعی در جنوب، به اقتصاد این شهر رونق داده و پروژه‌های تجاری زیادی در این شهر ساخته شده و در حال ساخت است.
شهر و شهرستان فیروزآباد از نظر کارخانه‌های صنعتی نیز از شهرهای در حال پیشرفت ایران است و از کارخانجات مهم آن می‌توان به کارخانه کربنات سدیم کاوه فیروزآباد که بزرگ‌ترین کارخانه‌های کربنات سدیم خاورمیانه است و کارخانه سیمان فارس نو اشاره کرد.
از لحاظ گردشگری بیشتر آثار تاریخی و باستانی این شهر به دوره ساسانیان مربوط می‌شود که از نمونه آنها می‌توان به کاخ اردشیر بابکان (آتشکده)، قلعه دختر، دو نقش برجسته، محوطه باستانی شهر گور، پل مهرنرسه و سنگ‌نوشته مهرنرسه اشاره کرد، چندین مورد از موارد گفته شده با عنوان چشم‌انداز باستان‌شناسی ساسانی منطقه فارس در یونسکو ثبت جهانی شده‌اند.
از مهم‌ترین ره آورد و صنایع دستی شهر فیروزآباد می‌توان به قالی و گلیم اشاره کرد.

## نامگذاری
با وجود اینکه در گذشته به این شهر «گور» یا اردشیر خوره می‌گفتند اما نام فیروزآباد به این دلیل روی این شهر گذاشته شده است که شاه فیروز ساسانی (پیروز) که لقب اردشیر بابکان بعد از پیروزی او بر اردوان بود نام این منطقه را فیروزآباد گذاشت، اما نام گور تا مدت‌ها روی این شهر باقی ماند تا در دوره آل بویه که نام آن به فیروزآباد تغییر کرد.

## تاریخچه

### دوران پیشدادیان و هخامنشیان
طبق منابع مختلفی از جمله فارسنامه نوشته ابن بلخی پیشینه این شهر به دوران پیشدادیان (کیانیان) و هخامنشیان بر می‌گردد. ابن بلخی در این خصوص در فارسنامه خود آورده است که: «فیروزآباد که قدیم آن را گور می‌نامیدند به روزگار کیانیان شهر بزرگی بوده و حصاری عظیم داشت. اسکندر ذوالقرنین (مقدونی) چون به پارس حمله کرد چندان که کوشید نتوانست به حصار شهر گور رخنه کند لذا جهت رودی را که از سر کوه می‌آمد، به طرف شهر برگرداند و در شهر جاری ساخت تا آنکه تمام شهر گور در آب غرق شد. فیروزآباد نسبت به زمین‌های اطرافش در گودی واقع شده است لذا با آب رودخانه‌ای که اسکندر درشهر جاری ساخت، این شهر به یک دریاچه تبدیل شد و این دریاچه تا قرن‌ها باقی ماند، تا این که اردشیر با تمهیداتی آب دریاچه را تخلیه کرد و شهر جدیدی به جای شهر گور بنا نهاد و آن را اردشیرخوره نامید» شبیه به این سخن در کتاب‌های دیگری همچون فارسنامه ناصری نیز آمده است.

### واپسین سال‌های اشکانیان و دوران ساسانیان
ادامه تاریخ فیروزآباد به واپسین سال‌های حکومت پارتیان بازمی‌گردد. اردشیر بابکان سردودمان ساسانیان که در زمان اردوان پنجم اشکانی حاکم ایالت فارس بود، این شهر را در جلگه فیروزآباد بنیاد کرد و آن را اردشیرخورّه (به معنی فر یا شکوه اردشیر) نامید، او همچنین دستور داد قلعه ای در این شهر بنا کنند که همان کاخ اردشیر (آتشکده) است. این شهر در ابتدای حکومت اردشیر و در زمان شورش اردشیر علیه اردوان پنجم نقش پایتخت را بر عهده داشت، همچنین این شهر در سراسر دوران حکومت اردشیر جایگاه ممتاز خود را نگه داشت، اما پس از پایان دوره حکومت اردشیر به مرور از اهمیت این شهر کاسته شد و تحت الشعاع شهرهای دیگری از جمله بیشاپور و تیسفون قرار گرفت.
اما با وجود تغییر پایتخت شهر گور، همچنان از مهم‌ترین شهرهای پارس در کنار استخر و بیشاپور و به عنوان مرکز ایالت اردشیرخوره که یکی از پنج ایالت اداری پارس بود، باقی ماند.
شهر گور همچنین دارای قلعه دیدبانی موسوم به قلعه دختر بود که هنوز هم آثار آن به جا مانده است.
قلعه دختر بر فراز کوه تنگاب، ساخته شده که پلکان‌هایی ارتباط فضاهای داخلی آن را میسر می‌سازد. این قلعه با استفاده از مصالح گچ و سنگ ساخته شده و در دوره خود دارای کاربرد نظامی و دفاعی بوده است. این قلعه در شش کیلومتری جاده فیروزآباد به شیراز در دامنه کوهی مشرف به جاده قرار دارد که پس از طی مسافتی حدود ۳۰۰ متر می‌توان به قلعه دختر رسید. معماران رومی مشکل قرار دادن سقفی مدور بر روی بنایی چهار گوش در گوشه‌ها را با جلو آوردن تدریجی سنگ یا آجرها به شکلی که پیوسته مدور تر می‌شد، حل کرده بودند اما در قلعه دختر شیوه جدیدی به کار گرفته شد که همانا استفاده از سکنج در گوشه هاست. قلعه دختر تماماً از سنگ‌های درشت ساخته و سنگ‌های نما، تراشیده شده‌اند ولی سنگ‌های پی‌ها و داخل دیوارها از قلوه سنگ‌های درشت رودخانه‌ای تشکیل شده‌اند. عظمت بنای قلعه دختر، مبهوت‌کننده است و دیوارهای بلند آن با همه شکستگی و ریخته شدن، هنوز هم شکوهی خیره‌کننده دارند.
دو تن از شاهان ساسانی شاپور یکم و شاپور دوم نیز در آن دوران در این شهر متولد شدند.
همچنین در جریان فتح پارس بدست اعراب آمده است که اهالی گور و استخر چندین بار شورش کردند که همگی به سختی سرکوب شدند، در این باره ابن اثیر می‌گوید: «اعراب چندین سال با اهل گور در جنگ بودند و کسی یارای فتح آن را نداشت. شبی یکی از اعراب در هنگام نماز کیسهٔ نان و گوشتی در کنار خود نهاده بود. ناگهان سگی آمد و آن را برداشت و فرار کرد و از یک راه زیرزمینی وارد شهر شد. این اتفاق سبب شد که مسلمانان از آن راه پنهانی رسیدن به شهر را کشف کنند و با شمشیر آنجا را فتح نمایند.»
گفته می‌شود در زمان فتح گور، این شهر هزاران خانه، دکان و سربازخانه و بناهای دولتی داشته است.

### اوایل دوره اسلامی
در اوایل دوران اسلامی، اردشیرخورّه – که اکنون به آن گور می‌گفتند- همچنان شهری مهم و پررونق بود. شاهان آل بویه که تختگاه خود را در شیراز قرار داده بودند به گور توجه ویژه داشتند و در آبادانی آن تلاش می‌کردند. چنان‌که ابن بلخی در فارسنامه خود نوشته که: «در قرن پنجم هجری گور (فیروزآباد) دارای مسجد جامع، بیمارستان، مدرسه و کتابخانه‌ای بزرگ (که هفت هزار جلد کتاب داشت و گفته‌اند که نظیر آن همان‌جا نبود) بود.»، همچنین نوشته‌اند که شهر گور در قرن‌های سوم و چهارم هجری شهری نسبتاً بزرگ بود و حصاری از گِل، خندقی در پیرامون و چهار دروازه داشت: دروازه مهر در مشرق، دروازه بهرام در مغرب، دروازه هرمز در شمال و دروازه اردشیر در جنوب.
در قرن چهارم هجری گور شهری غنی و آباد بود با اقلیم معتدل، آب فراوان و بوستان‌ها و گلستان‌های بسیار. چنان‌که باغ‌های میوه و خانه‌های اعیانی، حومه شهر را تا شعاع یک فرسنگ فرا گرفته بود.
در این منطقه محصولات گوناگونی تولید می‌شد؛ عرقیات، میوه، پارچه و جز آن. اما بی‌تردید گلاب در میان آن‌ها رتبه اول را داشت. گلاب گور و کوار به بسیاری سرزمین‌ها چون چین، هند، بیزانس، مصر، یمن، مغرب عربی و اروپا صادر می‌شد. حتی گل سرخ گور در کشورهای اسلامی شناخته شده و به خاطر بوی خوش و شفافیت رنگ نزد عرب زبانزد بود. (امروزه هم در زبان عربی به گل محمدی، الورد الجوری می‌گویند)
عرق شکوفه نخل، عرق بومادران، عرق زعفران و عرق بید از دیگر فراورده‌های گیاهی‌ای بود که از بوستان‌های گور به دست می‌آمد.

### معماری شهر گور

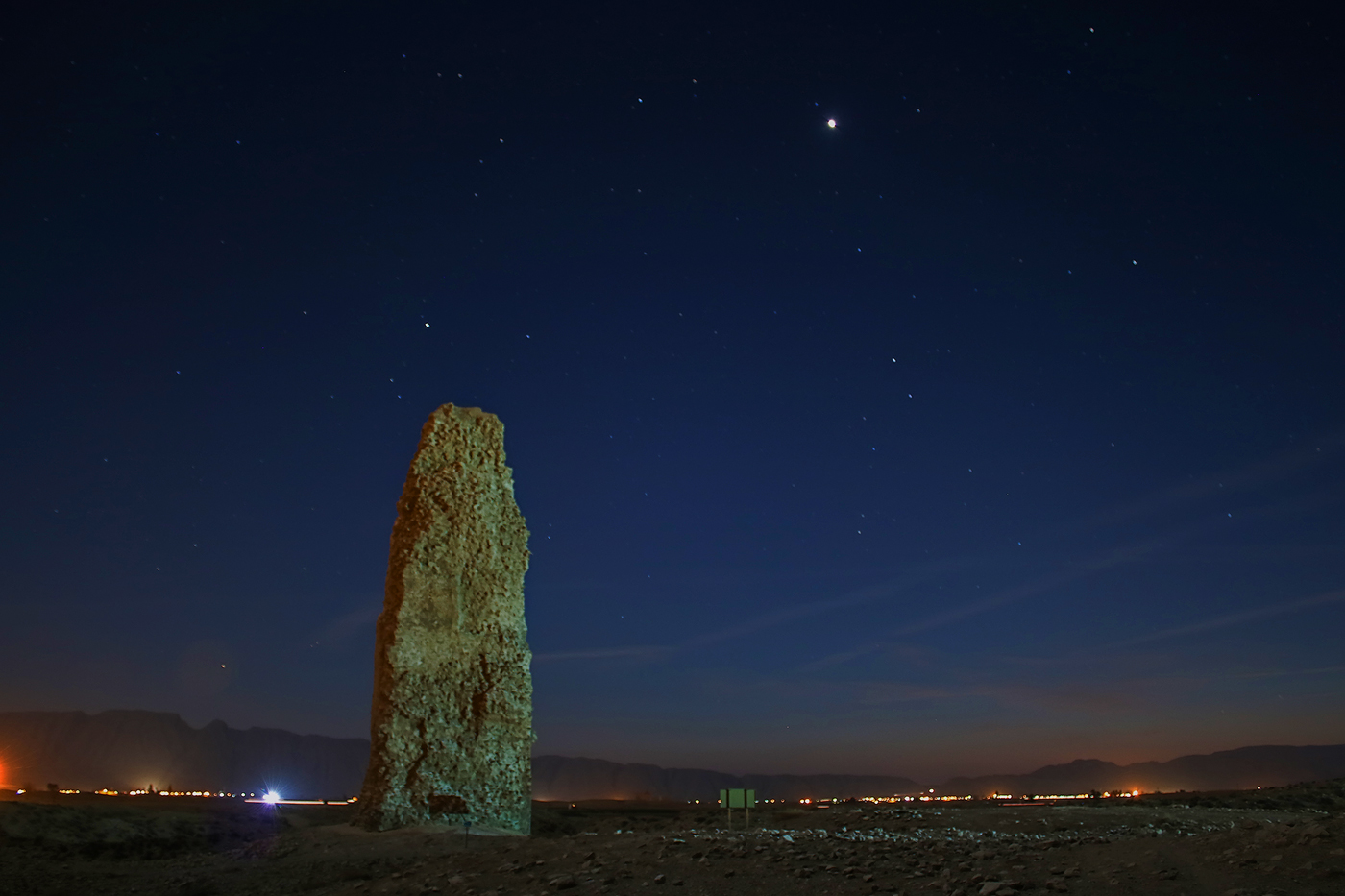
مناره شهر گور

معماری شهر گور به صورت معماری ساسانی بنا شده است، الگو ساختمانی شهر به صورت دایره ای بوده و مرکز آن مناره ای قرار داشته که به مناره شهر گور یا مناره میلو مشهور است. گفته می‌شود پس از مرگ اردشیر در سال ۲۴۱ میلادی، الگوی ساختمانی شهر فیروزآباد (گور)، مورد تقلید بسیار قرار گرفته و تا سده‌های میانه، نزدیک به چهار صد شهر به این شکل بنا شده است. از جمله دیگر شهرها با معماری دایره ای شکل می‌توان به دارابگرد و همدان اشاره کرد.

### تغییر نام از گور به فیروزآباد
دربارهٔ تغییر نام، در کتاب فارسنامه ناصری در صفحه ۱۴۱۹ چنین آمده است که: «مشهور است که امیر عضدالدوله دیلمی سالی چندین بار از شیراز به گور می‌رفت، ظرفای شیراز گفتند هر آدمی یک بار به گور رفته بر نمی‌گردد و پادشاه ما در سالی چندین بار به گور رفته، زنده بازگردد، و این سخن برای این است که گور به معنی قبر هم باشد و عضدالدوله فرمود هرکس بعد از این، این شهر و بلوک را گور بگوید به مؤاخذه خواهد رسید، باید شهر و بلوک را فیروزآباد گویند و تاکنون فیروزآباد گویند.»
در همین کتاب نوشته شده که شاه فیروز ساسانی (پیروز) که لقب اردشیر بابکان بعد از پیروزی او بر اردوان بود، نام این بلوک را فیروزآباد گذاشت ولی «گور» نام آن شهر برای مدت‌ها باقی ماند.

### فیروزآباد جدید

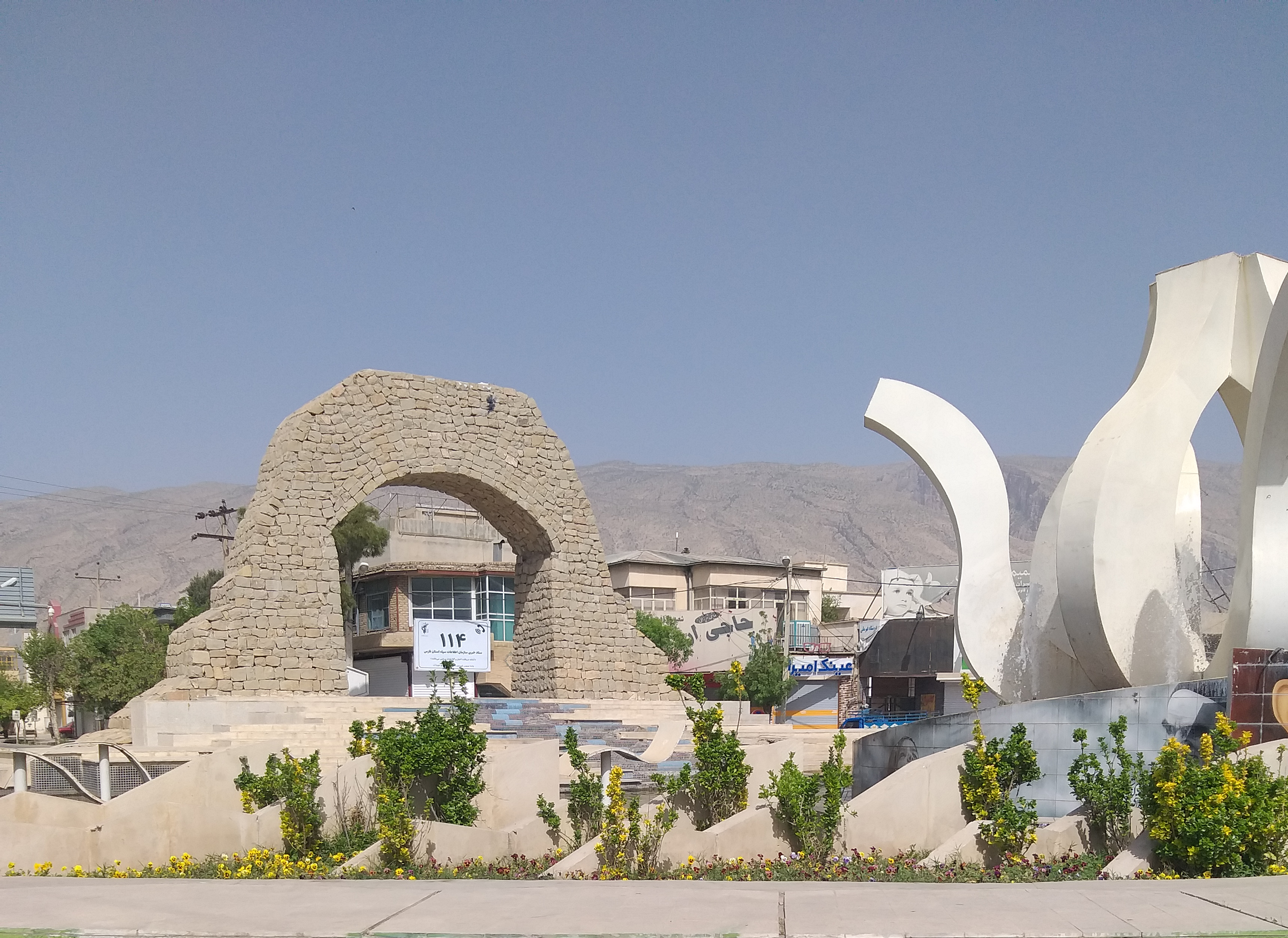
مرکز شهر فیروزآباد

در حدود قرن هفتم هجری فیروزآباد کهن رفته‌رفته متروک شد و به جای آن بیرون باروی شهر قصبه‌ای سر برآورد به نام کوشک که شهر فعلی فیروزآباد حاصل گسترش آن است. عمارت حاج عمادالملک، قلعه‌ای کوچک و بازار مهم‌ترین بخش‌های این قصبه تا دوره قاجاریان بودند.
شهر فیروزآباد آب و هوای معتدلی دارد، میرزا حسن حسینی فسائی در فارسنامه خود می‌آورد: «بلوک فیروزآباد جنوبی شیراز افتاده، آخر سردسیرات و اول گرمسیرات فارس است، هوائی در کمال اعتدال و آبی در نهایت گوارائی دارد.»، محصولات کشاورزی متنوعی در این منطقه کشت می‌شود از جمله گندم، جو، برنج، مرکبات و غیره.
سوغات شهر فیروزآباد صنایع دستی مانند قالی، قالیچه، گلیم و جاجیم و همچنین گلاب و عرقیات است و همچنین از غذاهای سنتی و محلی این منطقه می‌توان آش دوغ و بریشلیگ را معرفی کرد.
فیروزآباد در سال‌های اخیر و در پی گسترش منطقه انرژی پارس جنوبی و همچنین به دلیل قرارگیری در مسیر خلیج فارس و بنادر جنوب، در حال رونق اقتصادی بوده و پروژه‌های تجاری و تفریحی متعددی در این شهر در حال ساخت می‌باشد. این شهر دورنمای روشنی را برای خود متصور بوده و در حال تبدیل شدن به یک شهر تجاری است. فیروزآباد به بندر سیراف و بندر عسلویه جاده مستقیم داشته و همچنین به بندر بوشهر متصل است. فاصله هوایی فیروزآباد تا دریا ۱۲۰ کیلومتر است. همچنین پروژه در حال ساخت راه‌آهن شیراز-بوشهر نیز از فیروزآباد می‌گذرد
شهرستان فیروزآباد واجد ۱۰۷ اثر تاریخی است که از این ۱۰۷ اثر، تعداد ۲۹ اثر در منطقه جبل انارویه یا کوهنارو، ۱۸ اثر در بخش میمند و سایر آثار در بخش مرکزی فیروزآباد می‌باشد. از این تعداد اثر تاریخی، ۵ اثر تحت عنوان چشم‌انداز باستان‌شناسی ساسانی منطقه فارس در میراث جهانی یونسکو ثبت شده می‌باشند، این ۵ اثر عبارتند ازکاخ اردشیر بابکان، قلعه دختر، دو نقش برجسته و شهر باستانی گور.

محدود کنونی شهرستان فیروزآباد در استان فارس

در چند قرن اخیر گروه‌های عشایری همواره در منطقه فیروزآباد حضور قابل توجهی داشتند (هم در فصول ییلاقی و هم در فصول قشلاقی). عمده عشایر منطقه از ایل قشقایی هستند، طوایف مختلفی از جمله دره‌شوری، عمله، شش بلوکی، کشکولی بزرگ و کشکولی کوچک در این منطقه حضور دارند، به جهت حضور قابل توجه آنها در این منطقه بسیاری فیروزآباد را مرکز سیاسی ایل قشقایی نامیدند، همچنین گروه‌های عشایری مختلف دیگری مانند لرهای بویراحمدی، کوهمره ای‌ها (عمدتاً گروه کوهمره سرخی) و برخی طوایف محلی فارس زبان دیگر مانند طایفه کهکی نیز در این منطقه زندگی می‌کنند. جمعیت عشایر فیروزآباد طبق اعلام سازمان امور عشایر استان فارس در آخرین سرشماری حدود ۳۵۰۰ خانوار بوده است.

## جغرافیا

### موقعیت
شهر فیروزآباد در نیمه غربی و جنوبی استان فارس قرار گرفته، این شهر مساحتی در حدود ۱۴۸۹ هکتار دارد. این شهر در فاصله ۱۱۲ کیلومتری از شیراز قرار دارد، مهم‌ترین روش‌های دسترسی به این شهر از شیراز عبور می‌کنند.
ارتفاع این شهر از سطح دریا ۱۳۵۱ متر است و مختصات جغرافیایی این شهر عبارتست از ۲۸ درجه و ۵۰ دقیقه شمالی و ۵۲ درجه و ۳۴ دقیقه شرقی، رودخانه فیروزآباد یک رودخانه دائمی در استان فارس است به طول ۱۸۰ کیلومتر و سد تنگاب بر روی این رود بنا شده.

### آب و هوا
آب و هوای شهر فیروزآباد معتدل مایل به گرم و نیمه خشک است. میانگین دمای سالانه این شهر هم حدود ۲۰ درجه سانتیگراد است.
| داده‌های اقلیم فیروزآباد                    | داده‌های اقلیم فیروزآباد | داده‌های اقلیم فیروزآباد | داده‌های اقلیم فیروزآباد | داده‌های اقلیم فیروزآباد | داده‌های اقلیم فیروزآباد | داده‌های اقلیم فیروزآباد | داده‌های اقلیم فیروزآباد | داده‌های اقلیم فیروزآباد | داده‌های اقلیم فیروزآباد | داده‌های اقلیم فیروزآباد | داده‌های اقلیم فیروزآباد | داده‌های اقلیم فیروزآباد | داده‌های اقلیم فیروزآباد |
| ماه                                        | ژانویه                  | فوریه                   | مارس                    | آوریل                   | مه                      | ژوئن                    | ژوئیه                   | اوت                     | سپتامبر                 | اکتبر                   | نوامبر                  | دسامبر                  | سال                     |
| ------------------------------------------ | ----------------------- | ----------------------- | ----------------------- | ----------------------- | ----------------------- | ----------------------- | ----------------------- | ----------------------- | ----------------------- | ----------------------- | ----------------------- | ----------------------- | ----------------------- |
| سابقهٔ بیش‌ترین °C (°F)                      | ۲۵٫۲ (۷۷)               | ۲۴٫۴ (۷۶)               | ۲۸٫۸ (۸۴)               | ۳۱٫۶ (۸۹)               | ۳۸٫۲ (۱۰۱)              | ۴۲٫۰ (۱۰۸)              | ۴۲٫۷ (۱۰۹)              | ۴۲٫۴ (۱۰۸)              | ۳۹٫۶ (۱۰۳)              | ۳۵٫۸ (۹۶)               | ۳۱٫۶ (۸۹)               | ۲۵٫۸ (۷۸)               | ۴۲٫۷ (۱۰۹)              |
| میانگین بیش‌ترین °C (°F)                    | ۱۲٫۱ (۵۴)               | ۱۴٫۱ (۵۷)               | ۱۸٫۸ (۶۶)               | ۲۴٫۴ (۷۶)               | ۳۱٫۳ (۸۸)               | ۳۵٫۷ (۹۶)               | ۳۶٫۹ (۹۸)               | ۳۶٫۱ (۹۷)               | ۳۲٫۸ (۹۱)               | ۲۷٫۵ (۸۲)               | ۱۹٫۲ (۶۷)               | ۱۴٫۶ (۵۸)               | ۲۵٫۲۹ (۷۷٫۵)            |
| میانگین روزانه °C (°F)                     | ۷٫۲ (۴۵)                | ۹٫۲ (۴۹)                | ۱۳٫۴ (۵۶)               | ۱۸٫۹ (۶۶)               | ۲۵٫۳ (۷۸)               | ۲۹٫۳ (۸۵)               | ۳۰٫۷ (۸۷)               | ۲۹٫۸ (۸۶)               | ۲۶٫۶ (۸۰)               | ۲۱٫۷ (۷۱)               | ۱۴٫۱ (۵۷)               | ۹٫۵ (۴۹)                | ۱۹٫۶۴ (۶۷٫۴)            |
| میانگین کم‌ترین °C (°F)                     | ۱٫۹ (۳۵)                | ۳٫۵ (۳۸)                | ۶٫۹ (۴۴)                | ۱۲٫۰ (۵۴)               | ۱۷٫۶ (۶۴)               | ۲۱٫۳ (۷۰)               | ۲۳٫۳ (۷۴)               | ۲۲٫۲ (۷۲)               | ۱۹٫۳ (۶۷)               | ۱۴٫۹ (۵۹)               | ۸٫۵ (۴۷)                | ۴٫۰ (۳۹)                | ۱۲٫۹۵ (۵۵٫۳)            |
| سابقهٔ کم‌ترین °C (°F)                       | −۲٫۰ (۲۸)               | −۵٫۲ (۲۳)               | −۲٫۰ (۲۸)               | ۱٫۶ (۳۵)                | ۶٫۶ (۴۴)                | ۱۴٫۴ (۵۸)               | ۱۹٫۴ (۶۷)               | ۲۰٫۰ (۶۸)               | ۱۶٫۴ (۶۲)               | ۹٫۶ (۴۹)                | ۱٫۴ (۳۵)                | −۰٫۲ (۳۲)               | −۵٫۲ (۲۳)               |
| بارندگی میلی‌متر (اینچ)                     | ۷۶٫۸ (۳٫۰۲)             | ۸۹٫۱ (۳٫۵۱)             | ۳۵٫۹ (۱٫۴۱)             | ۵۳٫۰ (۲٫۰۹)             | ۱۱٫۵ (۰٫۴۵)             | ۰٫۴ (۰٫۰۲)              | ۲٫۲ (۰٫۰۹)              | ۲٫۰ (۰٫۰۸)              | ۱٫۹ (۰٫۰۷)              | ۲٫۱ (۰٫۰۸)              | ۳۲٫۴ (۱٫۲۸)             | ۶۵٫۲ (۲٫۵۷)             | ۳۷۲٫۵ (۱۴٫۶۷)           |
| منبع: Normals , Extremes and precipitation |                         |                         |                         |                         |                         |                         |                         |                         |                         |                         |                         |                         |                         |

## مردم‌شناسی

### جمعیت
بر پایه سرشماری عمومی نفوس و مسکن در سال ۱۳۹۵ جمعیت این شهر ۶۵٬۴۱۷ نفر بوده است و بدین ترتیب فیروزآباد هشتمین شهر پرجمعیت استان فارس به‌شمار می‌رود، همچنین جمعیت شهرستان فیروزآباد ۱۲۱٬۴۱۷ نفر بوده است که فیروزآباد را هشتمین شهرستان پرجمعیت استان فارس می‌کند.

### زبان و اقوام
مردم فیروزآباد از لحاظ تبار و زبان یکسان نیستند، مردم یکجانشین و بومی این شهر فارس زبان می‌باشند که اکثریت مردم این شهر هستند و گویش آنها گویش تاجیکی است که شبیه به فارسی معیار است ولی ویژگی‌های باستانی تر بیشتری را در خود نگه داشته، بخش قابل توجهی دیگری از ساکنان این منطقه قشقایی هستند که در گذشته عشایر بودند و به مرور ساکن شدند و به زبان ترکی قشقایی تکلم می‌کنند. همچنین برخی از عشایر در فیروزآباد نیز دارای گویش کوهمره‌ای یا لری هستند. اکثر مردم این منطقه به شغل کشاورزی سرگرم هستند.

### دین
دین مردم شهر گور در قبل از فتح پارس بدست اعراب و در اوایل دوره اسلامی، زرتشتی بوده، و همچنین تا چند قرن پس از سلطه اعراب همچنان زرتشتی باقی مانده است، ولی به مرور زمان مردم منطقه مسلمان شدند و دین کنونی اکثریت مردم شهر فیروزآباد اسلام و مذهب شیعه دوازده‌امامی است، البته طبق برخی منابع در دوره ای از تاریخ شهر گور در کنار بیشاپور و دارابگرد از شهرهای اسقف‌نشین ایران محسوب می‌شده است.

## گردشگری
منطقه فیروزآباد از مکان‌های پرظرفیت برای گردشگری است و آثار باستانی ارزنده‌ای از اوایل دوران ساسانی در خود دارد که میراث‌های جهانی کاخ اردشیر بابکان، قلعه دختر، شهر گور، سنگ‌نگاره پادشاهی اردشیر بابکان و سنگ‌نگاره پیروزی اردشیر بابکان در مجاورت شهر، چهار طاقی جبل انارویه، چهارطاقی کنار سیاه در ۲۰ کیلومتری شهر مربوط به دوره ساسانی از جمله آنهاست.
از جاذبه‌های طبیعی فیروزآباد نیز می‌توان به چشمه حنیفقان در ۲۵ کیلومتری شهر، تنگ خرقه در ۲۰ کیلومتری، روستای رودبال در ۲۰ کیلومتری، تنگ هایقر در ۳۵ کیلومتری، سد تنگاب در ۱۲ کیلومتری و جنگل‌های بادام کوهی اطراف شهر را نام برد.
در مجموع شهرستان فیروزآباد دارای ۱۰۷ اثر ملی و ۵ اثر ثبت جهانی به شرح زیر می‌باشد:
|                                  | تصویر | موقعیت                                                                  | شماره ثبت آثار ملی | تاریخ ثبت ملی  |
| -------------------------------- | ----- | ----------------------------------------------------------------------- | ------------------ | -------------- |
| قلعه دختر                        |       | فیروزآباد ۲۸°۵۵′۱۵″ شمالی ۵۲°۳۱′۴۸″ شرقی / ۲۸٫۹۲۰۸۳°شمالی ۵۲٫۵۳۰۰۰°شرقی | ۲۶۹                | ۱۲ اسفند ۱۳۱۵  |
| سنگ‌نگاره پادشاهی اردشیر بابکان   |       | فیروزآباد ۲۸°۵۵′۰۰″ شمالی ۵۲°۳۲′۱۵″ شرقی / ۲۸٫۹۱۶۶۷°شمالی ۵۲٫۵۳۷۵۰°شرقی | ۲۶۸                | ۱۲ اسفند ۱۳۱۵  |
| سنگ‌نگاره پیروزی اردشیر بر اردوان |       | فیروزآباد ۲۸°۵۴′۳۶″ شمالی ۵۲°۳۲′۲۷″ شرقی / ۲۸٫۹۱۰۰۰°شمالی ۵۲٫۵۴۰۸۳°شرقی | ۲۶۸                | ۱۲ اسفند ۱۳۱۵  |
| اردشیرخوره (شهر گور)             |       | فیروزآباد ۲۸°۵۱′۰۸″ شمالی ۵۲°۳۱′۵۷″ شرقی / ۲۸٫۸۵۲۲۲°شمالی ۵۲٫۵۳۲۵۰°شرقی | ۱۷                 | ۲۴ شهریور ۱۳۱۰ |
| کاخ اردشیر بابکان                |       | فیروزآباد ۲۸°۵۳′۵۳″ شمالی ۵۲°۳۲′۲۱″ شرقی / ۲۸٫۸۹۸۰۶°شمالی ۵۲٫۵۳۹۱۷°شرقی | ۸۹                 | ۱۵ دی ۱۳۱۰     |

## خدمات شهری

### بیمارستان
بیمارستان قائم یک بیمارستان عمومی درمانی تحت پوشش دانشگاه علوم پزشکی شیراز با مساحت کلی ۱۵ هکتار است که در دی ماه ۷۸ با ۹۶ تخت مصوب و بخشهای مختلفی از جمله داروخانه، رادیولوژی، اتاق عمل، بخش مراقبت‌های ویژه و … افتتاح گردیده است.

### درمانگاه‌ها
در آذر سال ۹۶ کلنگ درمانگاه تأمین اجتماعی فیروزآباد در زمینی به مساحت ۵ هزار متر مربع و زیر بنای ۲ هزار متر مربع توسط وزیر کار و رفاه اجتماعی وقت به زمین زده شد و هم‌اکنون با پیشرفت قابل قبول در حال احداث است. همچنین در شهر فیروزآباد دو درمانگاه شبانه‌روزی شفا و امین و درمانگاه امام خمینی نیز وجود دارد.

### کتابخانه‌های عمومی
از کتابخانه‌های عمومی شهر فیروزآباد می‌توان کتابخانه سروش که در سال ۱۳۷۷ شمسی تأسیس شد و کتابخانه عمومی روزبه را نام برد.

## مراکز آموزش عالی
مراکز آموزش عالی و دانشگاه‌های شهر فیروزآباد عبارتند از:
1. مرکز آموزش عالی فیروزآباد
2. دانشگاه آزاد اسلامی واحد فیروزآباد
3. دانشگاه پیام نور فیروزآباد
4. مرکز آموزش علمی کاربردی فرمانداری شهرستان فیروزآباد

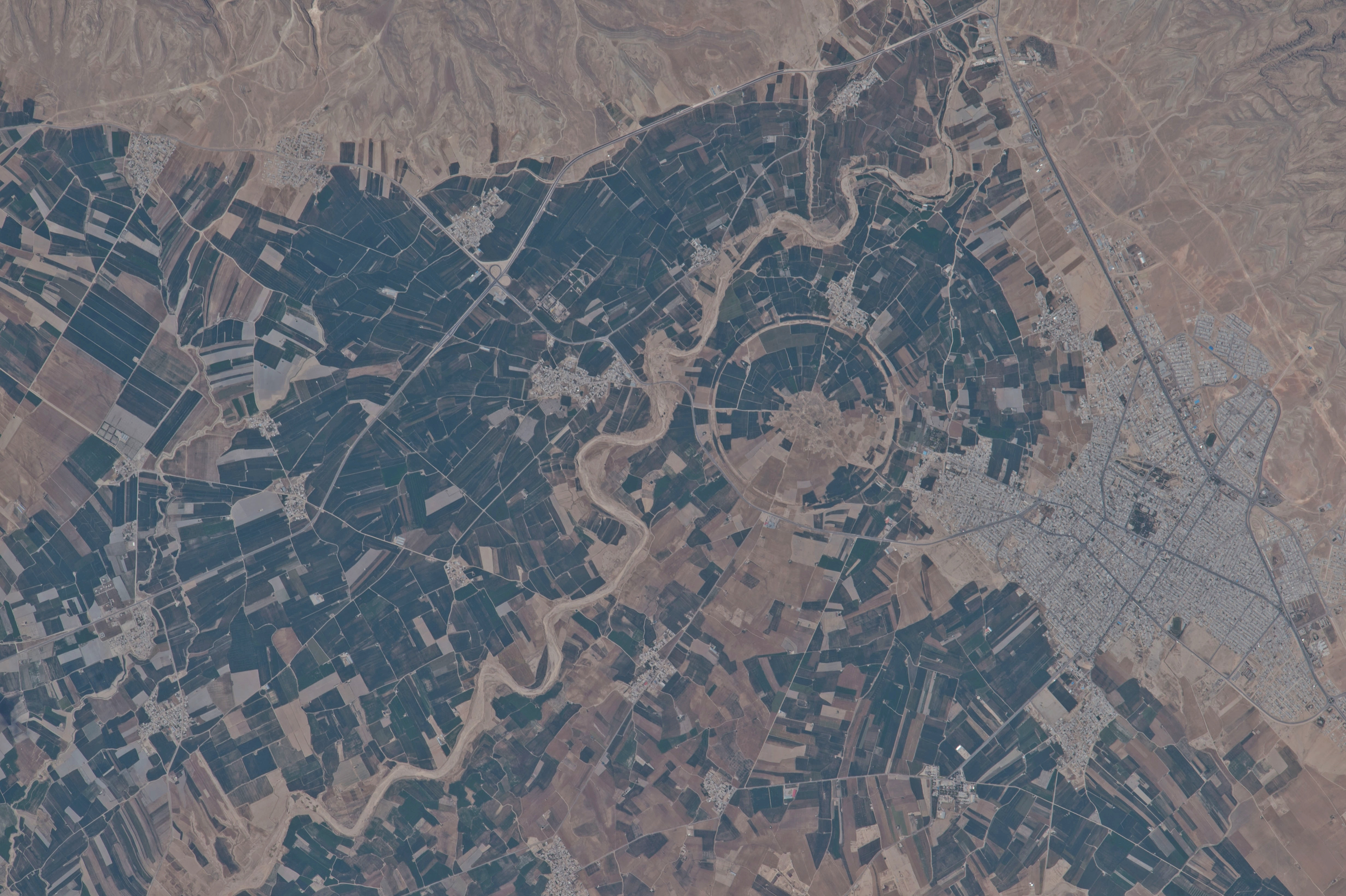
تصویر ماهواره‌ای دشت فیروزآباد

5. آموزشکده فنی و حرفه‌ای فیروزآباد

## ترابری

### مسیرهای ارتباطی
شهر فیروزآباد از شبکه‌های راه‌آهن، جاده‌ها و فرودگاه‌های نزدیک بهره‌مند است. مهم‌ترین مسیر ارتباطی این شهر، مسیر شیراز است. از طریق جاده فیروزآباد-شیراز، می‌توان از اکثر شهرهای شمال و مرکز ایران به فیروزآباد دسترسی داشت.
برای ارتباط با فیروزآباد از طریق جاده بوشهر، می‌توان از مسیر بوشهر - اهرم - فراشبند - فیروزآباد استفاده کرد. همچنین، برای سفر از بندرعباس، مسیر بندرعباس - لار - خنج - قیر - فیروزآباد پیشنهاد می‌شود.

### فرودگاه و راه‌آهن
نزدیک‌ترین فرودگاه به شهر فیروزآباد، فرودگاه بین‌المللی شهید دستغیب شیراز است که در فاصله حدود ۱۰۵ کیلومتری قرار دارد. همچنین، نزدیک‌ترین ایستگاه راه‌آهن، ایستگاه راه‌آهن شیراز است.

شایان ذکر است پروژه راه‌آهن شیراز-بوشهر در حال ساخت است و از شهر فیروزآباد عبور می‌کند؛ بنابراین، پس از اتمام این پروژه، ایستگاه راه‌آهن فیروزآباد راه‌اندازی خواهد شد.

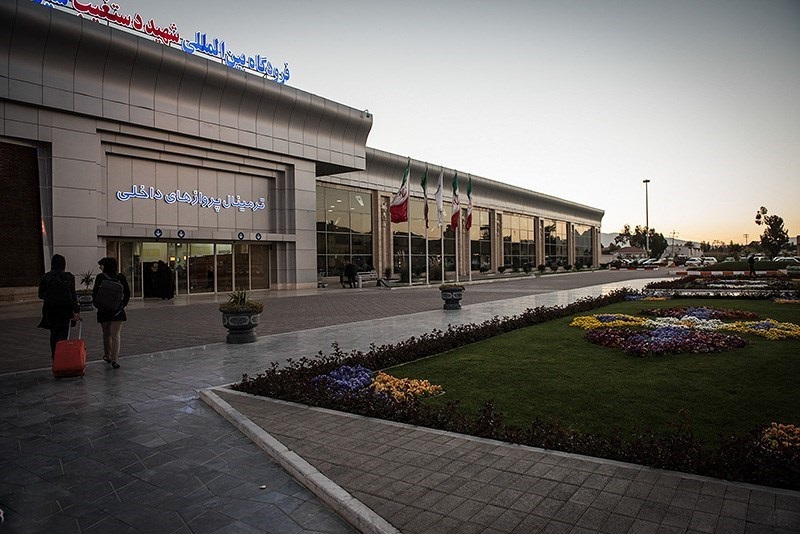
فرودگاه بین‌المللی شیراز
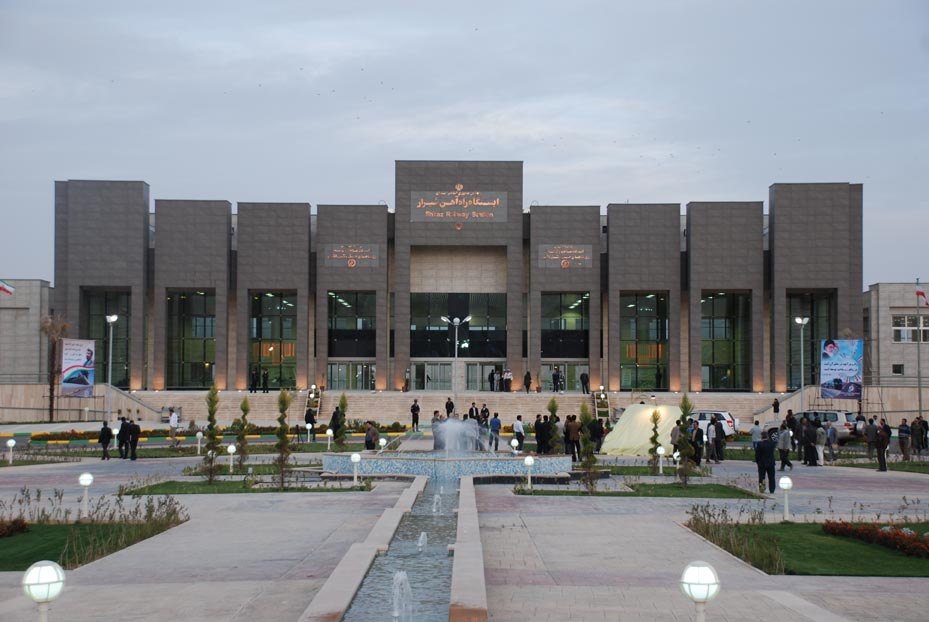
ایستگاه راه‌آهن شیراز

## صنایع و تأسیسات

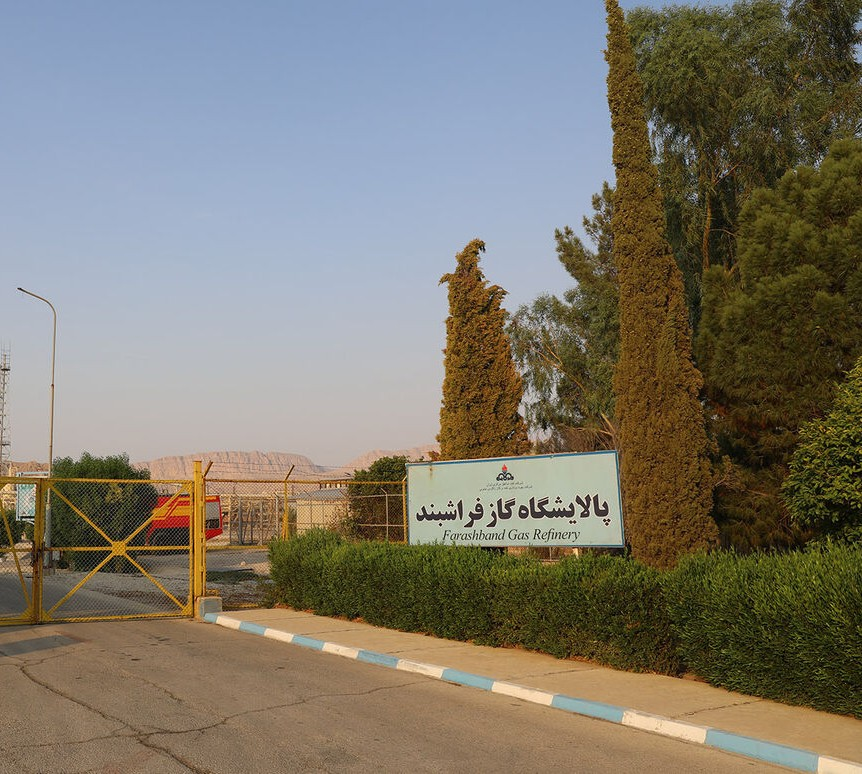
پالایشگاه گاز فراشبند

اقتصاد شهر فیروزآباد در سالیان اخیر به دلیل قرار گرفتن در راه شیراز به بنادر جنوبی کشور از جمله عسلویه، سیراف و بوشهر و همچنین گسترش منابع گاز طبیعی پارس جنوبی در جنوب، رونق یافته و پروژه‌های تجاری زیادی در این شهر ساخته شده و در حال ساخت است. علاوه بر این میدان‌های گازی آغار و دالان نیز به صورت مشترک در شهرستان‌های فیروزآباد، فراشبند و قیر و کارزین قرار گرفته با ۲۷ حلقه چاه تولید روزانه بیش از صد میلیون متر مکعب گاز را دارد که از طریق لوله به پالایشگاه فراشبند فرستاده می‌شوند.
شهر فیروزآباد در حال حاضر دارای یک شهرک صنعتی فعال می‌باشد و از مهم‌ترین کارخانه‌های آن می‌توان کارخانه کربنات سدیم کاوه فیروزآباد، کارخانه سیمان فارس نو اشاره کرد.